# Логвиненко, Алина Викторовна
Алина Викторовна Логвиненко (род. 18 июля 1990, Артёмовск, Донецкая область, Украинская ССР, СССР) — украинская легкоатлетка, спринтер, Заслуженный мастер спорта Украины, многократная победительница и призёр чемпионатов и Кубков Украины, чемпионка Европы.

## Биография
Заниматься лёгкой атлетикой Логвиненко начала под руководством тренера Игоря Владимировича Скирды. Она является выпускницей Донецкого высшего училища олимпийского резерва имени Сергея Бубки. В постоянный состав отделения лёгкой атлетики ШВСМ зачислена в 2010 году.
В 2010 году Логвиненко завоевала свои первые медали, став победительницей зимнего и летнего Кубка Украины и зимнего чемпионата Украины в эстафете 4×400 м, победительницей командного чемпионата Европы по лёгкой атлетике (Норвегия) в эстафете 4×400 м, серебряным и бронзовым призёром чемпионата Европы среди молодёжи.
Золото континентального первенства Логвиненко завоевала в эстафете 4×400 метров на чемпионате Европы 2012 в Хельсинки вместе с Ольгой Земляк, Юлией Олишевской и Натальей Пигидой.
На лондонской Олимпиаде украинская эстафетная команда на дистанции 400 метров финишировала четвёртой.
Участница Олимпиады 2016 в эстафете 4х400 метров. Украинская эстафетная команда первоначально заняла пятое место, однако её результат был позже аннулирован из-за дисквалификации партнёрши Логвиненко по эстафетной команде Ольги Земляк за нарушение антидопинговых правил.
В 2019 году стала чемпионкой Европейских игр в командном зачёте.
Двукратная рекордсменка Украины в смешанной эстафете 4×400 м (2021).

## Награды
- Орден княгини Ольги III ст. (15 июля 2019 года) — за достижение высоких спортивных результатов на II Европейских играх у г.Минску (Республика Беларусь), проявленные самоотверженность и волю к победе[5].